# Nuoto in acque libere ai campionati mondiali di nuoto 2007 - 10 km femminili
La gara dei 10 km in acque libere femminile si è svolta la mattina del 20 marzo 2007 e vi hanno preso parte 42 atlete.
La competizione è stata vinta dalla nuotatrice russa Larisa Il'čenko, mentre l'argento e il bronzo sono andati rispettivamente alla britannica Cassandra Patten e all'australiana Kate Brookes-Peterson.

## Medaglie
| Posizione | Atleta                | Nazionalità   |
| --------- | --------------------- | ------------- |
| Oro       | Larisa Il'čenko       | Russia        |
| Argento   | Cassandra Patten      | Gran Bretagna |
| Bronzo    | Kate Brookes-Peterson | Australia     |

## Risultati
| Posizione | Atleta                       | Nazionalità   | Tempo      |
| --------- | ---------------------------- | ------------- | ---------- |
|           | Larisa Il'čenko              | Russia        | 2:03:57.9  |
|           | Cassandra Patten             | Gran Bretagna | 2:03:58.9  |
|           | Kate Brookes-Peterson        | Australia     | 2:03:59.5  |
| 4         | Angela Maurer                | Germania      | 2:04:00.7  |
| 5         | Ksenija Popova               | Russia        | 2:04:03.7  |
| 6         | Britta Kamrau-Crestein       | Germania      | 2:044:05.8 |
| 7         | Jana Pechanová               | Rep. Ceca     | 2:04:07.6  |
| 8         | Poliana Okimoto              | Brasile       | 2:04:09.1  |
| 9         | Kalyn Keller                 | Stati Uniti   | 2:04:10.0  |
| 10        | Eva Berglund                 | Svezia        | 2:04:13.7  |
| 11        | Keri-Anne Payne              | Gran Bretagna | 2:04:37.5  |
| 12        | Laura La Piana               | Italia        | 2:05:29.8  |
| 13        | Cathy Dietrich               | Francia       | 2:05:30.6  |
| 14        | Alexandra Bagley             | Australia     | 2:05:32.9  |
| 15        | Rita Kovács                  | Ungheria      | 2:05:36.7  |
| 16        | Yurema Requena Juarez        | Spagna        | 2:05:52.6  |
| 17        | Federica Vitale              | Italia        | 2:05:55.2  |
| 18        | Nika Kozamernik              | Slovenia      | 2:07:54.4  |
| 19        | Zheng Jing                   | Cina          | 2:07:56.2  |
| 20        | Xenia Lopez Rodriguez        | Spagna        | 2:08:13.3  |
| 21        | Andreina del Valle Perez     | Venezuela     | 2:10:01.7  |
| 22        | Natalya Samorodina           | Ucraina       | 2:10:50.3  |
| 23        | Alejandra Galan              | Messico       | 2:10:52.2  |
| 24        | Pilar Geijo                  | Argentina     | 2:11:06.9  |
| 25        | Imelda Martinez              | Messico       | 2:11:30.4  |
| 26        | Ana Marcela Cunha            | Brasile       | 2:13:17.6  |
| 27        | Svitlana Rastoropova         | Ucraina       | 2:13:23.5  |
| 28        | Chloe Sutton                 | Stati Uniti   | 2:15:00.0  |
| 29        | Linsy Heister                | Paesi Bassi   | 2:17:08.4  |
| 30        | Caroline Murray              | Canada        | 2:19:22.3  |
| 31        | Francis Mishell Tixe Cobos   | Ecuador       | 2:19:24.6  |
| 32        | Malwina Bukszowana           | Polonia       | 2:19:24.6  |
| 33        | Nataly Caldas Calle          | Ecuador       | 2:19:24.6  |
| 34        | Michelle Savchenka Santiago  | Venezuela     | 2:19:24.6  |
| 35        | Natasha Tang                 | Hong Kong     | 2:24:19.8  |
| 36        | Anja Trisic                  | Croazia       | 2:25:31.4  |
| -         | Cindy Toscano Merida         | Guatemala     | OTL        |
| -         | Ana Bukovac                  | Croazia       | DNF        |
| -         | Marianne Erdmenger Gutierrez | Guatemala     | DNF        |
| -         | Klaudia Barsi                | Ungheria      | DNF        |
| -         | Tanya Hunks                  | Canada        | DSQ        |
| -         | Li Xue                       | Cina          | DSQ        |